# 東武ヨ101形貨車
東武ヨ101形貨車（とうぶヨ101がたかしゃ）は、かつて東武鉄道に在籍した事業用貨車（車掌車）である。なお、同時期に登場したヨ201形についても記する。

## ヨ101形

### 概要
1960年（昭和35年）より投入が開始された緩急車。42両（ヨ101 - ヨ142）が杉戸工場にてトム1001形・トム1031形・トフ901形より改造したもの。主に貨物列車の最後尾に連結されていた。
当初は薄緑色の塗装だったが、1986年（昭和61年）10月より順次茶色に塗り替わった。
その後東武鉄道貨物列車の縮小に合わせて徐々に廃車が進み、1997年（平成9年）9月に全廃した。

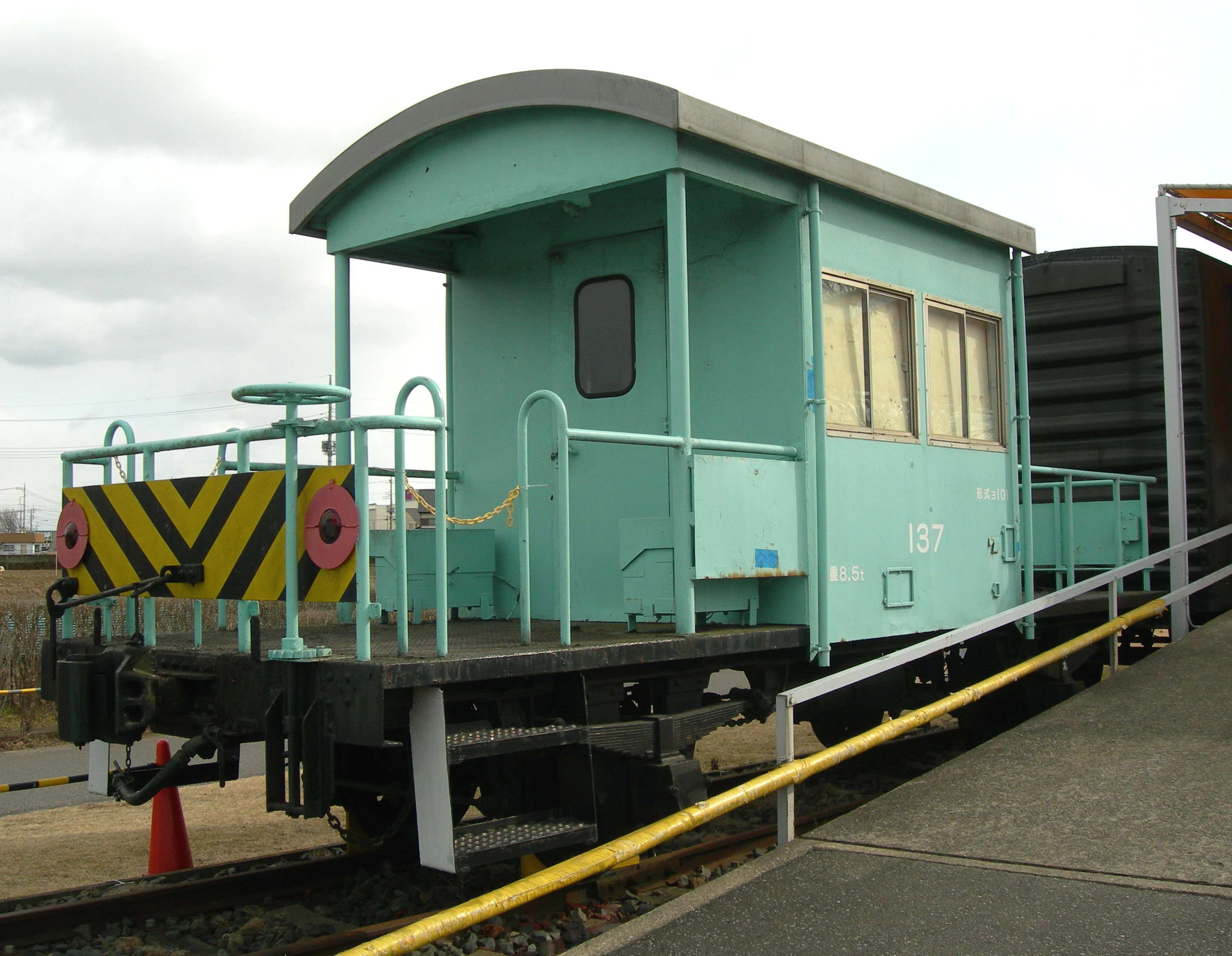
栃木県子ども総合科学館に保存されているヨ137（2010年2月）

### 保存車両
2006年現在、3両が保存されている。
- ヨ125

埼玉県春日部市の内牧公園に保存。事務所として使用。
- ヨ126

埼玉県杉戸町の杉戸高野台の公園内にED5020と共に保存（ただし状態は悪く窓は全てトタンでふさがれている）。
- ヨ137

栃木県宇都宮市の栃木県子ども総合科学館にED5067+ワラ100+ワラ113+ワラ116+ワラ120+ヨ137の編成で保存されている。

## ヨ201形
ヨ101形貨車とほぼ同時期に、同じように古いトム・トフを緩急車に改造したものがヨ201形である。
大叶線専用車として推進運転に使用するために、タイフォンが取り付けられた車輌も存在した。
車体構造はヨ100形とほとんど同じで、車掌室出入口の屋根が省略され、小さい庇が付いた程度である。廃車後、ヨ210のみが宣伝用として個人に譲渡されたが、現在は不明。